# Энгель, Карл Людвиг
Карл Людвиг Энгель (нем. Johann Carl Ludwig Engel; 3 июля 1778, Берлин — 14 мая 1840, Гельсингфорс) — российский архитектор немецкого происхождения, работавший в стиле позднего классицизма в Великом княжестве Финляндском. Энгель придал центру города Хельсинки его характерный облик, напоминающий петербургский ампир. Он блестяще владел теорией и практикой палладианства, умело применяя различные ордерные системы и соответствующие назначению здания элементы.

## Биография
Карл Людвиг Энгель родился в семье берлинского каменщика Йоганна Филиппа. Учился в Берлинской академии архитектуры, получив в 1800 году диплом топографа, а в 1804 году — архитектора. Одним из первых мест работы Энгеля стало прусское управление по строительству, в котором он занимался промышленным проектированием: по его проектам создано несколько церквей и деловые здания в Нойруппине, Циттау, Калише, Кёнигсберге, хлебопекарня в Берлине и несколько мельниц в Польше. В связи с падением количества заказов во время Наполеоновских войн отправился за границу, в Российскую империю.
В 1808 году Энгель стал городским архитектором Ревеля, однако локализовать подавляющее большинство зданий, к которым он приложил руку, невозможно, однозначно лишь авторство нескольких домов. В 1814 году Энгель, приехавший в Турку строить сахарный завод для промышленника К. Ломана, познакомился с профессором физики Хэльстрёмом, по просьбе которого создал проект обсерватории Вартиовуори. В эти годы Энгель несколько раз посетил Санкт-Петербург. По окончании работ над сахарным заводом Ломан вернулся в Санкт-Петербург и предложил Энгелю поехать туда вместе с семьёй, что тот и сделал. В столице Энгель изучал классическую архитектуру и палладианство, а также спроектировал театр и церковь.

### Работа в Хельсинки
В 1816 году Энгель занял должность архитектора Комитета по реконструкции Гельсингфорса, куда за четыре года до того была перенесена столица Великого княжества Финляндского. В то время Хельсинки интенсивно застраивали по плану Юхана Эренстрёма, и Энгель заменил умершего архитектора Джакомо Кваренги. Эренстрём, до того не уверенный в компетенции местных архитекторов, не позволял строительство сложных общественных зданий, но Энгель произвёл на него наилучшее впечатление, и Эренстрём настойчиво рекомендовал его на должность.
В 1824 году Энгель сменил Шарля Басси на должности начальника строительного управления, где проработал до конца жизни. В это же время ампир, принесённый Энгелем из столицы Российской империи, стал стилем Хельсинки.
По образцу площади Капитолия Энгель создал проекты зданий на Сенатской площади, составляющих архитектурный центр города: Николаевскую церковь, Сенатский дворец, Главный корпус и Библиотеку Хельсинкского университета; у каждого есть фронтон и колоннада, они строго симметричны и имеют примерно одинаковый размер. Помимо этого Энгель создал проект квартала Топелия, расположенного вблизи Сенатской площади, Свято-Троицкой церкви, здание нынешней клиники Хельсинкского университета, ратушу и множество других религиозных, частных и общественных зданий в Хельсинки и за его пределами.

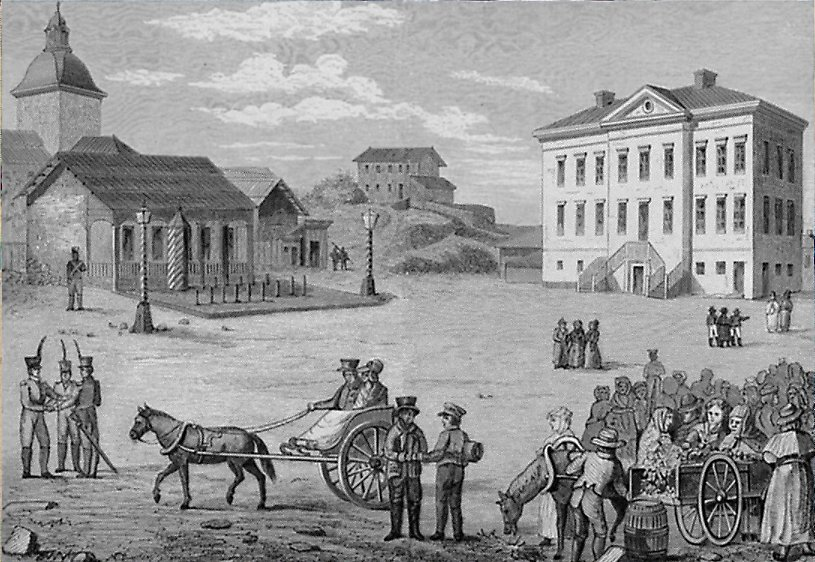
Сенатская площадь в 1820 году
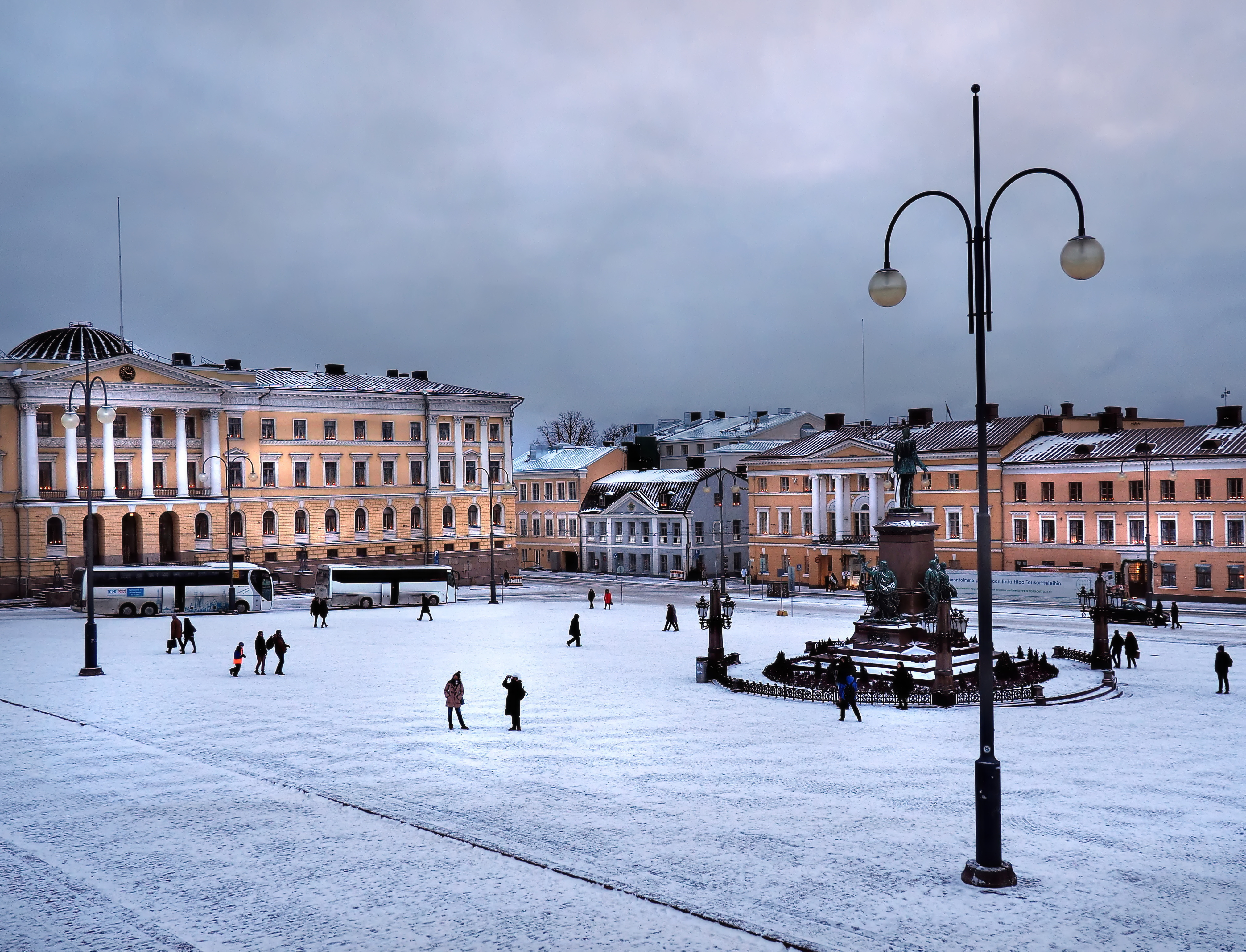
Сенатская площадь
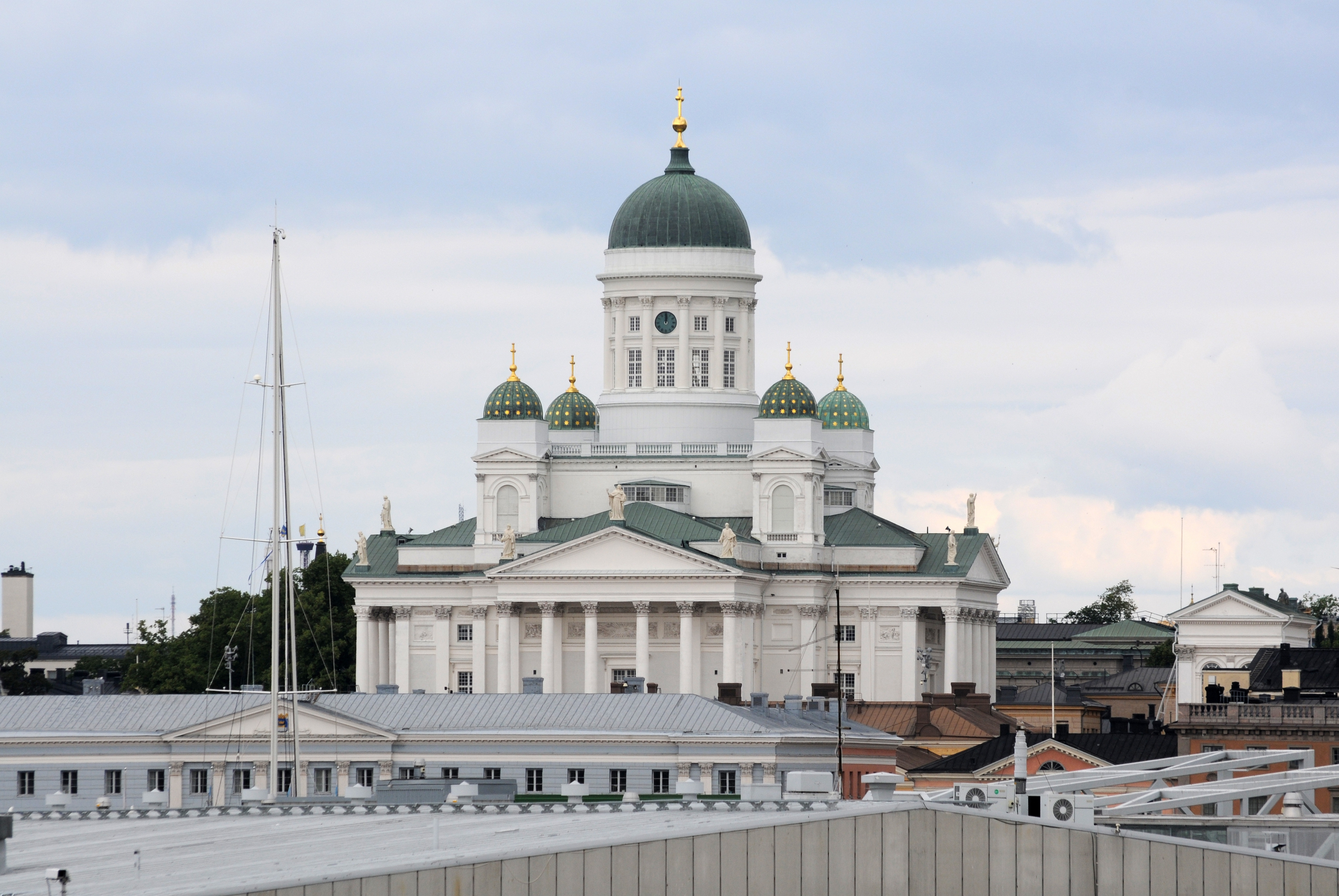
Собор Святого Николая
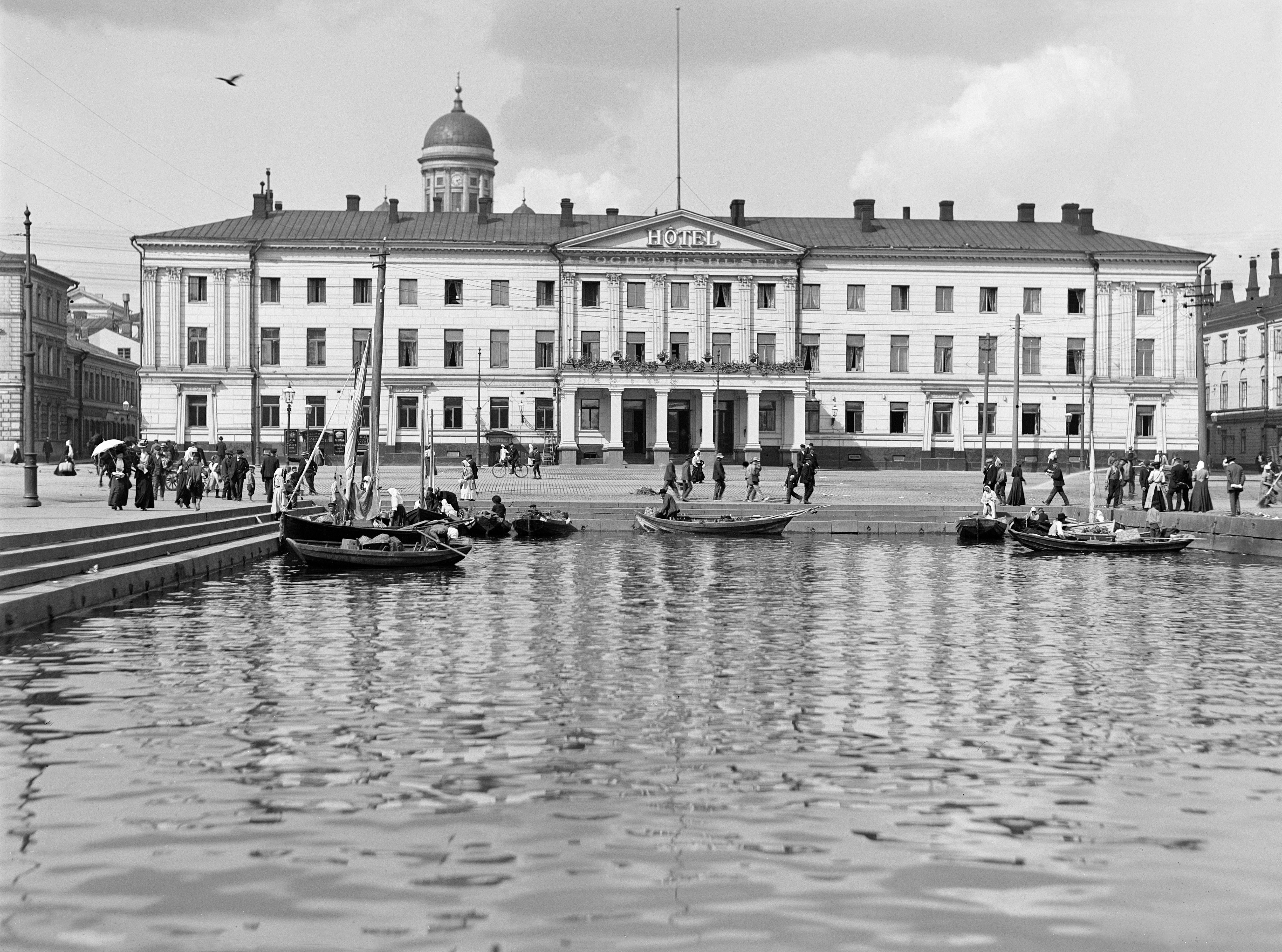
Дом собраний

### Другие проекты
За пределами финской столицы по проектам Энгеля построены лютеранская церковь в городе Хамина, лютеранская церковь прихода Яаккима (Лахденпохья, Карелия), православная деревянная Никольская церковь в Суйстамо, здание конюшен (ныне там располагается гольф-клуб) в поместье Виурула в окрестностях городов Халикко и Сало (Финляндия), здание муниципалитета в Пори, здание ратуши Каяани, Таллинский Зал музыки (улица Уус, 16), особняк Каульбарса (Кохту, 8) и другие постройки. В 1828 году Энгель работал в Турку, отстраивая город после пожара; он следовал противопожарным принципам, которые позже использовал при застройке Тампере, Порвоо, Йювяскюля и Миккели.

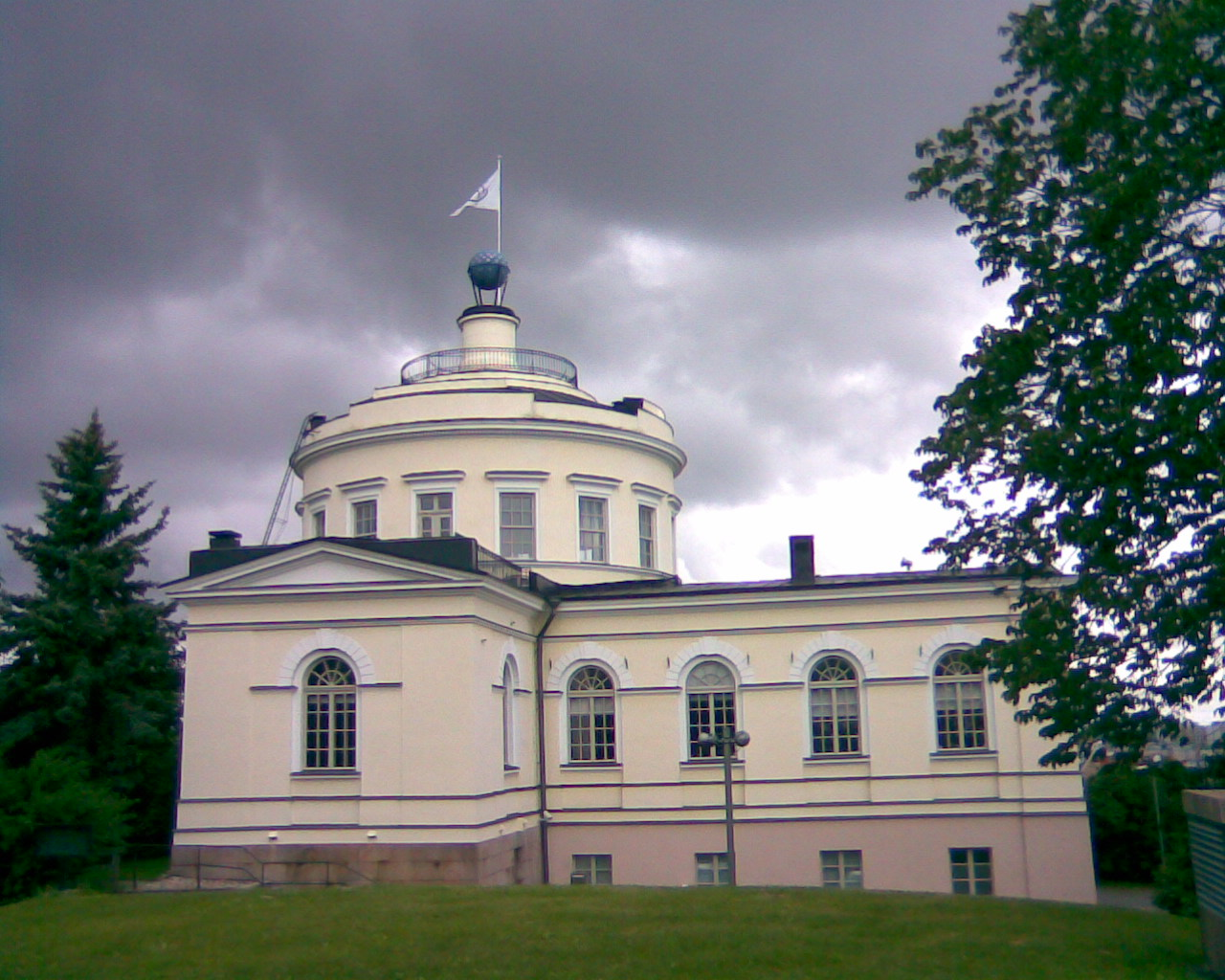
Обсерватория Вартиовуори
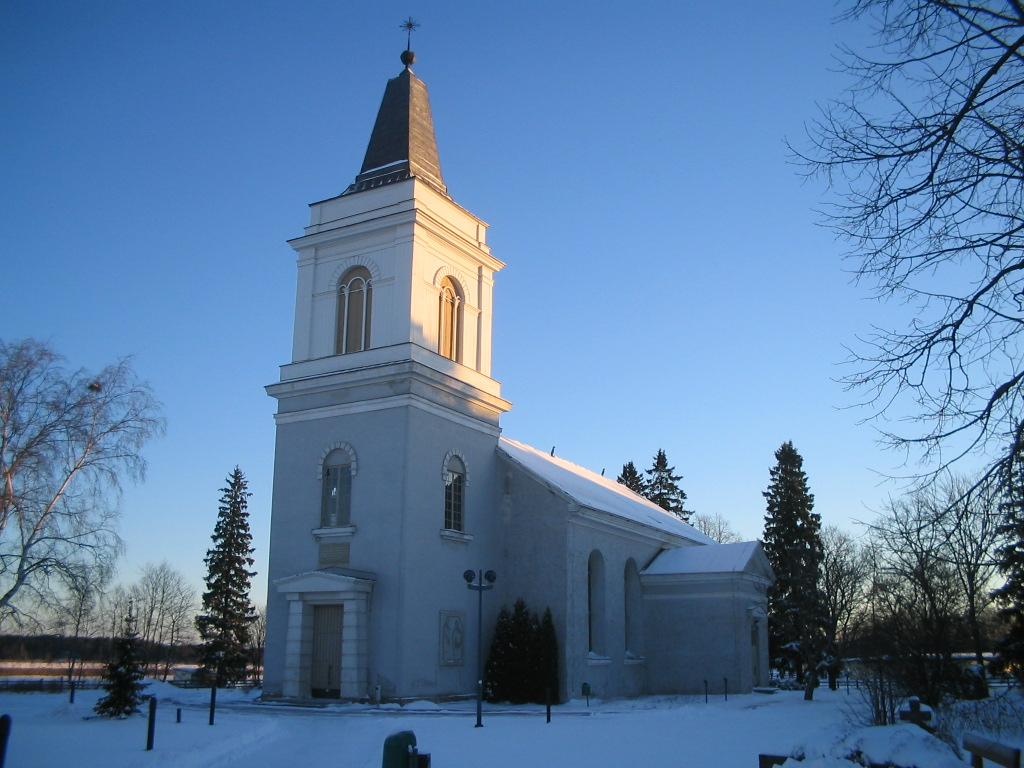
Церковь Святой Марии в Хамина
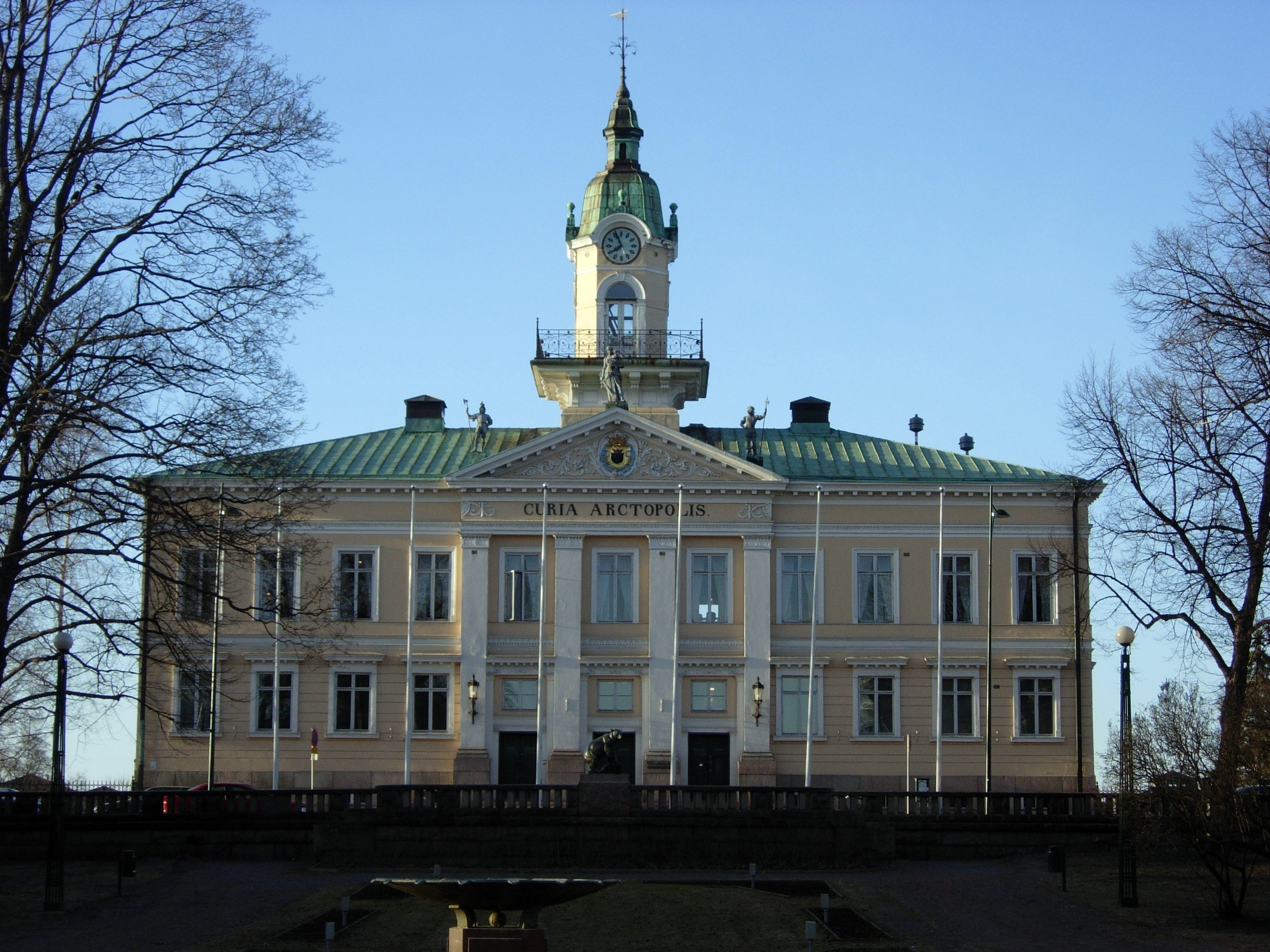
Муниципалитет Пори
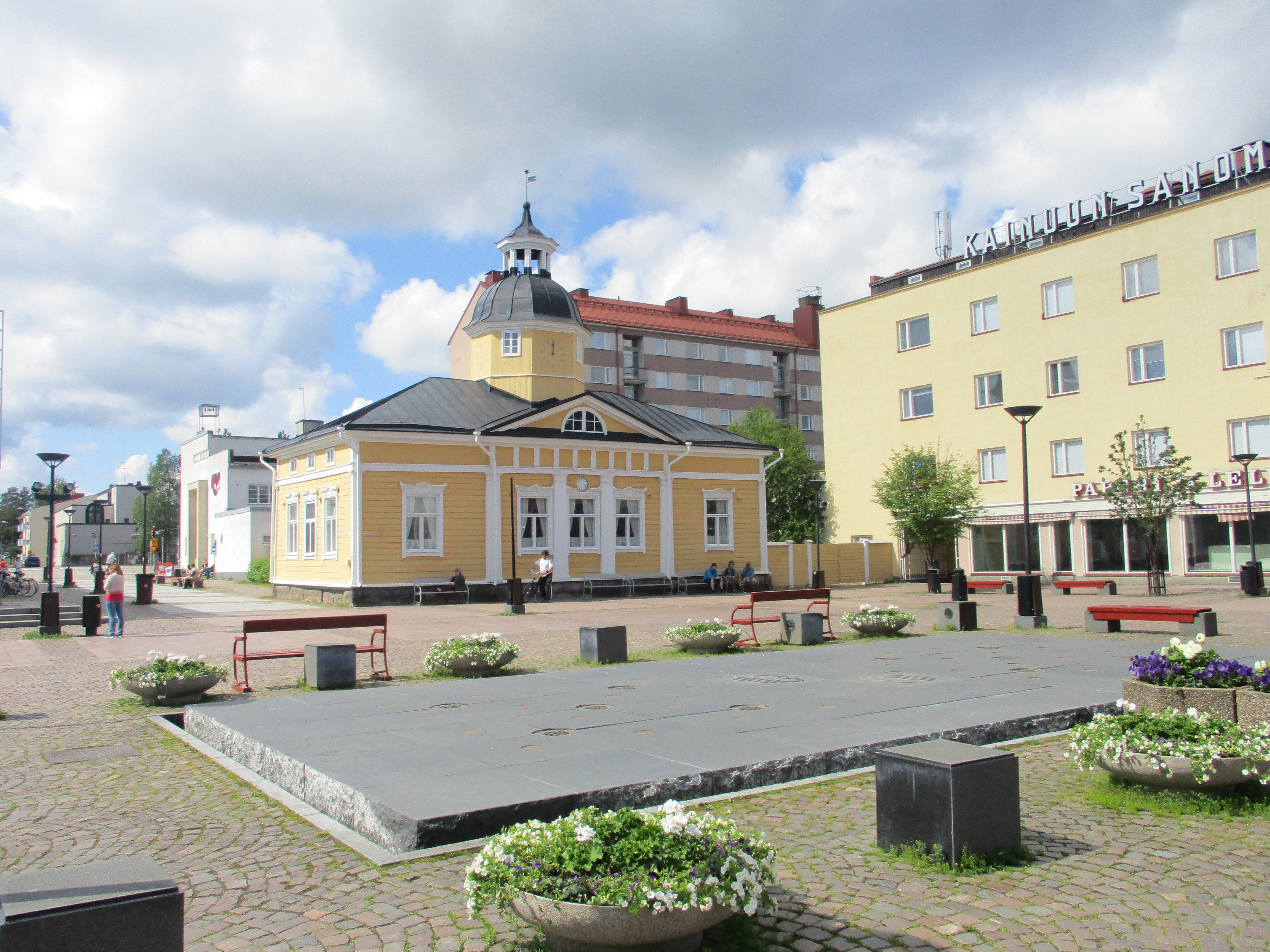
Ратуша Каяани